# Raja binoculata
La raya bruja gigante. o simplemente raya gigante (Raja binoculata), es una especie de pez de la familia Rajidae en el orden de los Rajiformes.

## Morfología
El macho puede alcanzar los 244 cm de longitud total
y 91 kg de peso.

## Reproducción
Es ovíparo

## Alimentación
Come crustáceos y peces.

## Depredadores
En los Estados Unidos es depredado por Notorynchus cepedianus.

## Hábitat
Es un pez de mar, de clima templado y demersal que vive entre 300–800 m de profundidad.

## Distribución geográfica
Se encuentra en el océano Pacífico norte: desde el cabo Navarin hasta la Isla Cedros (Baja California, México).

## Uso comercial
Las aletas pectorales son consumidas por los humanos.

## Observaciones
Es inofensivo para los humanos.